# Un monde à part (Herling-Grudziński)
Pour les articles homonymes, voir Un monde à part.
Un monde à part ou Un monde à part : souvenirs soviétiques (polonais : Inny świat: zapiski sowieckie; anglais : A World Apart: The Journal of a Gulag Survivor) est une autobiographie de Gustaw Herling-Grudziński, écrite en 1949-1950 et édité pour la première fois à Londres, en 1951, sous forme de traduction du polonais en anglais par Joseph Marek (pseudonyme de  Andrzej Ciołkosz) sous le titre A World Apart: a Memoir of the Gulag. Elle est rééditée en 1953, deux années plus tard, en polonais sous les titre original de Inny świat: zapiski sowieckie (Un Monde à part: récits soviétiques) également à Londres.
L'ouvrage appartient au genre de la littérature en prose sur les camps de travail pénitentiaires, et constitue une présentation littéraire des souvenirs de l'auteur sur son emprisonnement au Goulag dans l'oblast d'Arkhangelsk au camp de Kargopollag section de Yertsevo en 1940-1942.

## Analyse

### Moment et lieu de l'action
L'action du livre débute à la fin de 1940 et se termine en juin 1945. Toutefois, l'auteur n'est resté dans le camp de travail soviétique que durant deux ans en 1940-1942. Le narrateur se réfère souvent aux années trente du XXe siècle racontant la vie de ses héros à cette époque.
Quant à l'action d'Un monde à part elle débute à Vitebsk en Bielorussie, où Gustave Herling attend son transfert, puis il passe par les prisons de Saint-Pétersbourg et de Vologda, pour terminer dans l'oblast d'Arkhangelsk à Kargopollag section de Yertsevo. Dans le chapitre intitulé Oural 1942, le narrateur évoque les zones dans lesquelles il se trouvait, voyageant à travers la Russie à la recherche de l'armée polonaise: Iekaterinbourg, Tcheliabinsk. Il se souvient aussi de la localité de Pahlavi, port sur la mer Caspienne en Iran, où il a été évacué de l'URSS avec la division polonaise. Plus tard, dans l'épilogue, l'action est déplacée à Rome, dans un hôtel au coin de la via del Tritone et via del Corso.

### Problématique morale
Le camp de prisonniers est présenté dans le récit comme un système qui maintient les hommes dans des conditions inhumaines. Tous les principes par lesquels les gens coexistent dans une société libre disparaissent complètement et sont remplacés par la valeur dominante - survivre à tout prix - même au prix de la vie d'un autre homme. Les prisonniers s'adaptent à la présence de la mort qui les poursuit partout et y deviennent parfois indifférents. La vie dans le camp se place sous l'autorité du travail et du désir de calmer sa faim. Les prisonniers sont divisés en équipes travaillant pour l'une des trois cuisines, lieu stratégique où se mesurent les portions de nourriture de toute la brigade.
Privés de toutes les valeurs morales le dilemme des prisonniers est réduit à soit perdre tout reste d'humanité, soit tenter de conserver malgré tout les restes de principes moraux. Un Monde à part montre la lutte intérieure pour leur propre moi des hommes survivant dans les terribles conditions du camp.

### Genre de l'œuvre
Il s'agit d'un ouvrage littéraire qui regroupe des problématiques politiques, sociologiques et psychologiques. L'auteur décrit des évènements d'avant la Seconde Guerre mondiale, puis d'avant 1942. Certains critiques prétendent qu'il ne contient pas de fiction littéraire puisque l'intrigue repose sur des évènements authentiques, dont les héros sont des personnages réels.
Le roman prend la forme de mémoires; le récit est présenté à la première personne, le narrateur appartient au monde représenté, il est témoin ou participant aux évènements; parfois il raconte ce qu'il a entendu d'autres narrateurs. L'œuvre est caractérisée par l'objectivité du récit, les émotions restant au second plan. Les évènements décrits se déroulent dans l'ordre chronologique, au fur et à mesure de leur observation ou de leur vécu par l'auteur.
L'ouvrage de Gustaw Herling-Grudziński est très apprécié. L'auteur relie magistralement les différents plans représentés : psychologiques, politiques, sociologiques, métaphysiques, philosophiques et éthiques. Sur base de son sujet, de sa forme Un monde à part  peut être rattaché au nouveau journalisme.

### Titre
Le titre du livre, "Un monde à part" est une allusion au roman de Fiodor Dostoïevski, "Souvenirs de la maison des morts". Une épigraphe  du livre de Herling-Grudziński cite Dostoïevski: "Ici, c'est un monde à part, contrairement à tout le reste, il a ses propres lois, ses propres mœurs et coutumes, et ici dans la maison des morts-vivants, la vie est comme nulle part ailleurs et est un peuple à part". Cette citation exprime les convictions de Herling selon lesquelles la vie dans le Goulag n'appartient pas au monde humain normal, mais est un type de civilisation malade et distincte, contraire à toute expérience humaine antérieure. De plus, un certain nombre d'éléments de l'intrigue sont associés aux  "Souvenirs de la maison des morts",.

## Éditions
- (en) Herling-Grudziński, Gustaw (trad. Translated by Joseph Marek), Un monde à part, Londres, Heinemann, 1951, 262 p.
- (en) Herling-Grudziński, Gustaw (trad. Translated by Joseph Marek), Un monde à part, New York, Roy Publishers, 1951, 262 p. (lire en ligne)
- (pl) Herling-Grudziński, Gustaw (préf. Bertrand Russell), Inny świat. Zapiski sowieckie, London, Gryf Publications, 1953, 234 p.
- Gustaw Herling (trad. du polonais par William Desmond), Un monde à part, Paris, Gallimard, coll. « Folio, réédition poche », 1995, 464 p.